# 월영초등학교
월영초등학교는 대한민국 경상남도 창원시 마산합포구 장군동1가에 있는 공립 초등학교이다.

## 학교 연혁
- 1902년 11월 5일 일본인 소학교(사립) 설립
- 1945년 10월 10일 마산월영공립국민학교 개교
- 1970년 6월 22일 마산교육대학 대용 부속국민학교 선정
- 1982년 6월 10일 병설유치원 인가
- 1996년 3월 1일 월영초등학교로 교명 변경
- 1997년 5월 9일 월영체육관(강당) 개관
- 2009년 3월 1일 특수학급(도움반) 개설
- 2016년 3월 28일 신관 준공
- 2022년 3월 1일 제25대 박순임 교장 부임
- 2023년 2월 10일 제78회 졸업식(119명 졸업, 총26253명)

## 참고 자료
- 월영초등학교 - 한국교육학술정보원 학교알리미

## 임부 링크
- 월영초등학교  - 공식 웹사이트